# Мельницкий, Назарий Петрович
Назарий Петрович Мельницкий (1645—после 1717) — стольник, посланник в Крым, один из первых сенаторов Российской империи (в 1711—1712 гг.).

## Биография
Происхождением из дворян Новгородской губернии.
В 1676 году числился стряпчим, затем — стольником (в 1682—1706). При царе Федоре Алексеевиче был послом в Крыму. В 1684—1685 годах находился воеводою в Перми, в 1685 — в Чердыни и Соликамске.
В ноябре 1696 послан с воеводой Александром Семеновичем Колтовским в Тавань.
6 января 1699 года назначен товарищем судьи в Иноземский приказ. 1702—1710 в товарищах в Военном приказе. На обоих постах был ближайшим помощником князя Якова Федоровича Долгорукова.
При учреждении Сената назначен сенатором (22 февраля 1711).
С 27 февраля 1712 г. по старости и болезни в отставке.
В 1706 году владел 232 дворами в Новгородском, Бежецком, Романовском, Дмитровском и Костромском уездах
Был жив в 1717 году.

## Семья
Жена: Анна Захаровна Красникова.
Дети:
- Никита Назарьевич (1670-е—1703) — стряпчий (1692), новгородский помещик. Умер в Нижнем в 1703 году[10].
- Семён Назарьевич (ум. после 1729) — стряпчий (1694)
- Иван Назарьевич (ум. 19.11.1700) — стряпчий (1696). Участник Великой Северной войны. Убит под Нарвой[11].
- Яков Назарьевич (ум. 19.11.1700) — стряпчий (1696). Участник Великой Северной войны. Убит под Нарвой[12].
- Степанида Назарьевна (1680?—ум. до 1742) — была замужем (с 1695 или с начала 1696 года) за стольником князем Василием Алексеевичем Мещерским. Их сыновья — князья Федор и Борис Мещерские. Внучка, княжна Наталья Борисовна Мещерская (1734—1781), была замужем за действительным статским советником Алексеем Александровичем Яковлевым (1726—1781); в числе потомков от этого брака происходил А. И. Герцен (внук Натальи Борисовны).